# Media Control Interface
Pour les articles homonymes, voir MCI.
La MCI, pour Media Control Interface, est une interface standard pour le pilotage des éléments multimédias.

## Description
La MCI est une API développée par Microsoft et IBM pour contrôler les périphériques multimédia connectés à un ordinateur Microsoft Windows ou OS/2, tels que les CD-ROM et des lecteurs audio contrôleurs.
L'utilisation de la MCI facilite l'écriture de programmes qui peuvent faire appel à une grande variété de médias et ce par le biais de commandes passées comme chaînes de caractères. Elle utilise pour cela les données inscrites dans la base de registre Windows ou dans la section [MCI] du fichier system.ini.
L'un des avantages de cette API est que la commande MCI peut être transmise aussi bien par un langage de programmation que par un langage de script (comme JavaScript, PHP, Python...). Parmi les commandes MCI on trouve par exemple :
- mciSendCommand, fonction envoyant une commande vers un média donné ;
- mciSendString, fonction envoyant une commande texte.

Depuis plusieurs années, cette interface a été abandonnée au profit de l'API DirectX.